# Associazione Sportiva Fanfulla 1942-1943
Questa voce raccoglie le informazioni riguardanti l'Associazione Sportiva Fanfulla nelle competizioni ufficiali della stagione 1942-1943.

## Stagione
Nella stagione 1942-1943 il Fanfulla ha partecipato al campionato di guerra di Serie B, piazzandosi ottavo in classifica con 31 punti. Il torneo è stato vinto dal Modena con 45 punti, davanti al Brescia con 43 punti, entrambe promosse in Serie A. Ha partecipato al campionato anche il Palermo Juve, ma dopo 24 giornate viene forzatamente tolto dal torneo, causa lo sbarco in Sicilia del contingente americano, con conseguente difficoltà di spostamenti, mentre le partite che aveva giocato sono state annullate. Il campionato si è chiuso il 6 giugno 1943, l'8 settembre con la fine del fascismo sono ormai alle porte. Nella Coppa Italia il Fanfulla nel turno di qualificazione batte tennisticamente (6-1) il Savona, mentre nei sedicesimi di finale perde malamente (3-0) con la Triestina.
La squadra lodigiana guidata dal tecnico Federico Munerati ha disputato un buon torneo cadetto, mettendo in evidenza il bomber Luigi Gallanti che ha vinto con 22 reti la classifica dei marcatori del campionato cadetto, senza tirare rigori, ma soprattutto grazie alle 4 reti tolte a Giovanni Costanzo dello Spezia, segnate al Palermo due per gara di andata e ritorno, e alla fine giunto a pari merito con Gallanti a 22 centri. Discreto anche il bottino di reti raccolto dal bianconero Egidio Capra che ha messo la firma su 15 centri, dei quali 13 in campionato e 2 in Coppa Italia.

## Rosa
| N. |                   | Ruolo | Calciatore        |
| -- | ----------------- | ----- | ----------------- |
|    | Italia (bandiera) | C     | Giovanni Antorri  |
|    | Italia (bandiera) | A     | Mario Bandirali   |
|    | Italia (bandiera) | A     | Egidio Capra      |
|    | Italia (bandiera) | C     | Giuseppe Carelli  |
|    | Italia (bandiera) | A     | Carlo Cattaneo    |
|    | Italia (bandiera) | D     | Felice Cerri      |
|    | Italia (bandiera) | A     | Elpidio Coppa     |
|    | Italia (bandiera) | C     | Oliviero Edelli   |
|    | Italia (bandiera) | P     | Carlo Facchini    |
|    | Italia (bandiera) | D     | Vittorino Ferrari |

| N. |                      | Ruolo | Calciatore          |
| -- | -------------------- | ----- | ------------------- |
|    | Italia (bandiera)    | P     | Alessandro Fregoni  |
|    | Italia (bandiera)    | A     | Tarcisio Galbiati   |
|    | Italia (bandiera)    | A     | Luigi Gallanti      |
|    | Italia (bandiera)    | C     | Ermanno Giulini     |
|    | Italia (bandiera)    | A     | Franco Giulini      |
|    | Italia (bandiera)    | D     | Dante Guagnetti     |
|    | Albania (bandiera)   | C     | Sllave Llambi       |
|    | Italia (bandiera)    | P     | Mario Ravazzini     |
|    | Italia (bandiera)    | C     | Luigi Sichel        |
|    | Argentina (bandiera) | C     | Giuseppe Spirolazzi |

## Risultati

### Serie B

#### Girone di andata
| Arbitro: | Goracci (Firenze) |

|              |           |                                 |
| Gallanti 89’ | Marcatori | 18’ (aut.) Fregoni 66’ Barsanti |

| Arbitro: | Vannini (Bologna) |

|                 |           |              |
| Clocchiatti 66’ | Marcatori | 62’ Galbiati |

| Arbitro: | Zavattaro (Casale M.) |

|                                                                               |           |               |
| Cattaneo 21’, 28’ Gallanti 35’, 61’ Bandirali 51’, 89’ Capra 53’ Galbiati 79’ | Marcatori | 33’ Biagiotti |

| Arbitro: | Albanese (Taranto) |

|                                        |           |  |
| Zucchero 8’ Tozi 18’ (rig.) Dugini 28’ | Marcatori |  |

| Arbitro: | Scotti (Taranto) |

|                      |           |               |
| Viani 2’ Ganelli 23’ | Marcatori | 65’ Bandirali |

| Arbitro: | Milanone (Biella) |

|                                                |           |  |
| Gallanti 15’, 26’ Bandirali 43’ Capra 57’, 89’ | Marcatori |  |

| Arbitro: | F. Bianchi (Firenze) |

|                                          |           |          |
| U. Guarnieri 12’, 52’ (rig.) Benelle 29’ | Marcatori | 8’ Capra |

| Arbitro: | Gamba (Napoli) |

|                                  |           |                         |
| Costanzo 64’ (rig.) Scarpato 81’ | Marcatori | 87’ Capra 89’ Bandirali |

| Arbitro: | Viarengo (Asti) |

|                                       |           |                   |
| Gallanti 23’, 34’, 64’, 71’ Coppa 80’ | Marcatori | 43’ (aut.) Edelli |

| Arbitro: | Goracci (Firenze) |

|              |           |              |
| Cattaneo 33’ | Marcatori | 88’ Calzolai |

| Arbitro: | Panciatici (La Spezia) |

|                                              |           |                   |
| Ottino 5’ Banfi 7’, 20’, 37’ Zironi 30’, 58’ | Marcatori | 23’, 88’ Gallanti |

| Arbitro: | Tassini (Verona) |

|  |           |              |
|  | Marcatori | 26’ Gallanti |

| Arbitro: | Nerozzi (Verona) |

|                                  |           |                      |
| Coppa 25’ Gallanti 65’ Capra 76’ | Marcatori | 38’ (aut.) Guagnetti |

| Arbitro: | Silvano (Torino) |

|                        |           |                              |
| Capra 40’ Gallanti 86’ | Marcatori | 47’ Gallazzi 90’ G. Castelli |

| Arbitro: | Bellè (Venezia) |

|                          |           |               |
| Mannocci 58’ Bellini 72’ | Marcatori | 63’ Bandirali |

| Arbitro: | Colonna (Bari) |

|                                                           |           |               |
| C. Guarnieri 7’ Maturo 9’ Lanciaprima 29’ Tontodonati 66’ | Marcatori | 25’ Bandirali |

| Arbitro: | Da Broj (Forlì) |

|                              |           |  |
| Coppa 33’ Bandirali 56’, 62’ | Marcatori |  |

#### Girone di ritorno
| Arbitro: | Carpani (Milano) |

|           |           |                       |
| Mazza 64’ | Marcatori | 62’ Antorri 77’ Capra |

| Arbitro: | Zilli (Reggio Emilia) |

|                                     |           |                    |
| Cattaneo 20’, 59’, 45’ Gallanti 55’ | Marcatori | 66’, 72’ Codeluppi |

| Arbitro: | Vitali (Treviglio) |

|                           |           |          |
| Giangolini 41’ Polack 44’ | Marcatori | 7’ Capra |

| Arbitro: | Pizziolo (Firenze) |

|                             |           |             |
| Capra 65’, 74’ Gallanti 69’ | Marcatori | 6’ Zucchero |

| Lodi 28 febbraio 1943 22ª giornata | Fanfulla         | 0 – 0 | Napoli | Stadio Dossenina\| Arbitro: \| Dellarole (Roma) \| |
| Arbitro:                           | Dellarole (Roma) |       |        |                                                    |

| Arbitro: | G. Bernardi (Savona) |

|                                    |           |                  |
| Salvadori 4’ Bernardini 82’ (rig.) | Marcatori | 57’ (rig.) Coppa |

| Arbitro: | Piglione (Reggio Emilia) |

|                        |           |  |
| Cattaneo 16’ Coppa 51’ | Marcatori |  |

| Arbitro: | Curradi (Firenze) |

|              |           |  |
| Gallanti 19’ | Marcatori |  |

| Ancona 28 marzo 1943 26ª giornata | Anconitana-Bianchi | 0 – 0 | Fanfulla | Stadio del Littorio\| Arbitro: \| Da Broj (Forlì) \| |
| Arbitro:                          | Da Broj (Forlì)    |       |          |                                                      |

| Arbitro: | Vitali (Treviglio) |

|                          |           |  |
| Rebuzzi 46’ Romanini 62’ | Marcatori |  |

| Arbitro: | Mattea (Torino) |

|              |           |                |
| Gallanti 69’ | Marcatori | 8’, 31’ Eliani |

| Arbitro: | Gamba (Napoli) |

|              |           |                                   |
| Gallanti 50’ | Marcatori | 35’ F.Rossi 80’ (rig.) Pochettini |

| Arbitro: | Zilli (Reggio Emilia) |

|            |           |  |
| Vaglio 27’ | Marcatori |  |

| Busto Arsizio 9 maggio 1943 31ª giornata | Pro Patria        | 0 – 0 | Fanfulla | Stadio Bruno Mussolini\| Arbitro: \| Vannini (Bologna) \| |
| Arbitro:                                 | Vannini (Bologna) |       |          |                                                           |

| Arbitro: | Scarpi (Dolo) |

|                                                |           |                           |
| Capra 12’ Gallanti 25’, 62’, 71’ Bandirali 60’ | Marcatori | 23’ Serasini 87’ Mannocci |

| Arbitro: | Goracci (Firenze) |

|                                          |           |  |
| Capra 55’, 89’ Gallanti 61’ Galbiati 69’ | Marcatori |  |

| Arbitro: | Viarengo (Asti) |

|              |           |  |
| Lamberto 89’ | Marcatori |  |

## Coppa Italia
| Arbitro: | Silvano (Torino) |

|                                                      |           |              |
| Bandirali 3’, 73’ Capra 29’, 61’ Spirolazzi 64’, 83’ | Marcatori | 86’ Cattaneo |

| Arbitro: | Venuti (Trieste) |

|                                          |           |  |
| Cerri 23’ (aut.) Cergoli 60’ Andrian 74’ | Marcatori |  |